# حسن غازی
حسن غازی (۱۷ تیر ۱۳۳۸ – ۱۱ اسفند ۱۳۶۲) نظامی ایرانی، بازیکن و کاپیتان سابق باشگاه فوتبال سپاهان اصفهان و همچنین یکی از معماران اصلی سامانه موشکی ایرانی در سپاه پاسداران انقلاب اسلامی در دوره جنگ ایران و عراق بود.
وی بنیانگذار و نخستین فرمانده گروه ۶۱ توپخانه محرم (اولین یگان توپخانه‌ای سپاه پاسداران) بود.

## زندگی نامه
حسن غازی در سال ۱۳۳۸ در خانواده ای مذهبی در شهر اصفهان دیده به جهان گشود. تحصیلات ابتدایی را تا دیپلم با موفقیت سپری کرد . وی در سن ۱۶ سالگی به عنوان کاپیتان تیم فوتبال جوانان سپاهان بسیار خوش درخشید و در مسابقات قهرمانی کشور هم در تیم منتخب اصفهان شرکت نمود. وی به دلیل شرایط فنی و تکنیکی بالائی که داشت در مسابقات قهرمانی آسیا به تیم ملی جوانان کشور دعوت شد. 

پس از پایان دوره دبیرستان در رشته پزشکی دانشگاه اصفهان پذیرفته و مشغول به تحصیل شد. 

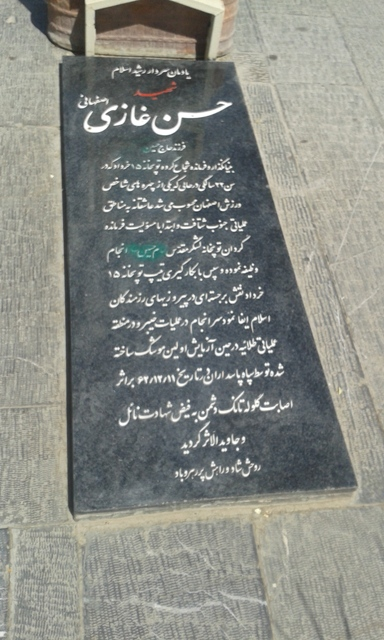
آرمگاه حسن غازی در گلستان شهدای اصفهان